# Я это уже видел
«Я это уже видел» — анимационный альманах Егора Лоскутова и Дмитрия Сыендука, выходящий с 2020 года.

## Синопсис
Анимационный альманах, представляющий из себя скетчи и сюжеты, нарисованные разными художниками и аниматорами со всей России.

## Список эпизодов
| № | Дата выхода                                                                   | Сюжеты | Примечания |
| - | ----------------------------------------------------------------------------- | --- | ---------- |
| 1 | 7 мая 2020 года                                                               | - Первая реакция - Объяснялкины (256 эпизод) - Живое пиво - Президент Антон - Навиксан - Тип и Топ                                              |            |
| 2 | 11 октября 2020 года                                                          | - Объяснялкины (101 эпизод) - Пчелиная история - Семья - Пластилиновые мечты - Слава президенту Антону - Прикольные стикеры                     |            |
| 3 | 7 декабря 2021 года (полная версия) 8-14 ноября 2021 года («Неделя анимации») | - Мороз - Робо-ассорти - Что в голове у детей? - «Преступление и наказание» в стиле киберпанк - Чудо-люди - Тип и Топ - Объяснялкины в зоопарке |            |

## Отзывы
Ефим Гугнин из film.ru дал мультсериалу 7 баллов из 10 и писал, что его скетчи не содержат «особо изящной драматургии», но имеют «бойкие панчлайны». Журналист особо похвалил эпизод «Тип и Топ». Денис Кудряшов с сайта «ВашДосуг» включил шоу в свой список «10 лучших российских мультсериалов для взрослых».

## Спин-офф
Осенью 2023 года на стриминговом сервисе «Кинопоиск» вышел анимационный сериал «Объяснялкины». Первый сезон состоит из восьми серий.